# 파벨 두로프
파벨 발레리예비치 두로프(러시아어: Па́вел Вале́рьевич Ду́ров, 1984년 10월 10일~)는 러시아의 기업인이다. 러시아의 최대 소셜 네트워크 서비스(SNS)인 VK와 독일에서 만든 글로벌 인터넷 메신저인 텔레그램(Telegram)의 창시자이다. 2006년 러시아 국립 상트페테르부르크 대학교를 졸업했다.
2024년 8월 24일 프랑스에서 체포·구금되었다.

## 같이 보기
- 텔레그램
- VK (소셜 네트워크)
- 니콜라이 두로프